# Falus Iván
Falus Iván (Budapest, 1943. november 29. –) magyar pedagógus, a neveléstudományok MTA doktora (2008), egyetemi tanár.

## Kutatási területe
Didaktika, a pedagógiai kutatás módszerei, tanárképzés. Az eredményes pedagógustevékenység összetevőinek feltárása. Az eredményesnek mutatkozó pedagógusi felkészültség kialakításának és értékelésének módszerei.

## Életpályája
Felsőfokú tanulmányokat az Eötvös Loránd Tudományegyetemen folytatott, pedagógia-orosz szakon végzett 1968-ban. Az egyetem elvégzése után bekerült az ELTE Pedagógiai Tanszékére gyakornoknak, majd kinevezték tanársegédnek (1968-1973). 1967-68-ban részképzésben részesült a Moszkvai Állami Egyetemen. 1973-1976 közt az Országos Oktatástechnikai Központban osztályvezetői, majd főosztályvezetői beosztásban (1973-1976) dolgozott.
1976-tól újból az ELTE Pedagógiai Tanszékén oktatott. 1987-ben a neveléstudományok kandidátusa, 2005-ben habilitált, 2008-ban a neveléstudományok MTA doktora. Oktatói, tudományos munkájával összefüggésben docensi (ELTE, 1987), majd egyetemi tanári (Pannon Egyetem, 2007) kinevezést kapott. 2001-2003 közt az ELTE Neveléstudományi Intézetében az oktatáselméleti szakcsoportot vezette, 2003-2006 közt tanszékvezető volt, 2006-tól félállású egyetemi docens. A Pannon Egyetemen tudományos főtanácsadó (2006), majd egyetemi tanár 2007 óta.
1997-ben Báthory Zoltán és Falus Iván főszerkesztésében egy hatalmas szerzői gárdával együttműködve megjelent a háromkötetes Pedagógiai Lexikon a Keraban Könyvkiadónál, hazánk addigi és a mai napig tartóan legkiválóbb szaklexikona a pedagógiai tudományok területén. További számos szakkönyvet, tankönyvet, folyóiratot (például Pedagógusképzés) szerkesztett. A magyar nyelv mellett orosz és angol nyelven is publikál. Hazai és nemzetközi konferenciák aktív résztvevője, a teljes hazai oktatásügy egyik kiváló szakértője.
Négy felsőoktatási intézményben vállal PhD témavezetést az 1990-es évek óta, 2012-ig mintegy 50 hallgatóval foglalkozott társtémavezetővel együtt, valamennyien abszolutóriumot vagy PhD fokozatot szereztek. Eredményes munkájáért Mestertanár kitüntetésben részesült (2005).

## Tanulmányai (válogatás)
- Pedagógiai Ki Kicsoda. szerk. Báthory Zoltánnal. Budapest: Keraban Kiadó, 1997
- A pedagógia integritása és az interdiszciplinaritás. Új Pedagógiai Szemle 1998/4. pp. 106–114.
- Az oktatás stratégiái és módszerei. In: Falus Iván (szerk.) Didaktika: elméleti alapok a tanítás tanulásához. Budapest: Tankönyvkiadó, 1998. pp. 271–322.
- A gyakorlati képzés és a tanári képesítés egységes követelményei. In: Buda András (szerk.) Pedagógia és hermeneutika. Debrecen : Kossuth Egyetemi Kiadó, 2001. pp. 93–107.
- A pedagógusképzés modelljei az Európai Közösség országaiban. In: Bábosik István, Kárpáti Andrea (szerk.) Összehasonlító pedagógia : A nevelés és oktatás nemzetközi perspektívái. Budapest: BIP Kiadó, 2002. pp. 87–106. ISBN 963-86244-2-6
- A tanári tevékenység és a pedagógusképzés új útjai. Budapest : Gondolat Kiadó, 2006
- Az Országos Képesítési Keretrendszer (OKKR) megalkotásának koncepciója : javaslat. In: Iskolakultúra, 2010/5-6. sz.[3]
- Falus Iván tudományos közleményeinek és köteteinek jegyzéke

## Szakmai tudományos testületekben való részvétel (válogatás)
- MTA TMB Pedagógiai szakbizottság titkára (1991-95)
- Magyar UNESCO-Bizottság Nevelési Albizottság (1991-1997)
- MTA Pedagógiai Bizottsága (1991-)
- MTA Didaktikai Albizottsága (1991, elnöke 1994-)
- MTA Tanárképzési Albizottság (1991-)
- MTA Közgyűlési képviselő (1998-2004)

## Társasági tagság (válogatás)
- Magyar Pedagógiai Társaság (1984-)
- European Association for Research on Learning and Instruction (1990-)
- European Educational Research Association (1995-)
- Tanárképzők Szövetségének elnöke 2005 óta

## Díjak, elismerések (válogatás)
- Kiváló munkáért (1984)
- Kiss Árpád-díj (1995)
- Széchenyi Professzori ösztöndíj (1997-2000)
- Széchenyi István ösztöndíj (2001-2003)
- Apáczai Csere János-díj (2005)
- Mestertanár Aranyérem (2005)
- Prima Primissima díj (2018)[4]
- Tiszteletbeli Konduktor (2022)